# Узункольский сельский округ (Астраханский район)
Узунко́льский се́льский окру́г (каз. Ұзынкөл ауылдық округі) — административная единица в составе Астраханского района Акмолинской области Казахстана.
Административный центр — село Узунколь.

## География
Административно-территориальное образование расположено в западной части Астраханского района. В состав сельского округа входит 3 населённых пункта. 
Площадь территории сельского округа составляет — 1 523,022 км². Из них земли сельскохозяйственного назначения — 1 159,403 км² (76,13 %), земли населённых пунктов — 127,708 км² (8,39 %), земли водного фонда — 34,24 км² (2,25 %), земли запаса — 201,671 км² (13,23 %).
Из земель сельскохозяйственного назначения: пашни — 896,067 км² (77,29 %), пастбищные земли — 207,403 км² (17,89 %), сенокосные угодья — 55,930 км² (4,82 %).
По природным условиям территория Узункольского сельского округа расположена в умеренно засушливой зоне. Главной чертой климата является его континентальность, которая выражается в крайне резкой смене температур не только в течение года, но и в течение суток. Зима довольно продолжительная и суровая, лето жаркое и сухое.
Землепользование Узункольского сельского округа расположено в зоне сухих степей. Наибольшее распространение на территории землепользования получили каштановые карбонатные почвы.
Граничит с землями административно-территориальных образований: на севере — сельские округа Староколутонский, Колутонский, на востоке и юге — Есильский сельский округ, на западе — Тельманский сельский округ Атбасарского района.
Гидрографическая сеть представлена главным образом рекой Ишим — которая условно образует северные границы. Крупные озёра — Узунколь, Баршын, Сабакты, Ушколь, Кудайберген.

## История
В 1989 году на территории нынешнего сельского округа существовали три административно-территориальных единиц Атбасарского района:
- Кайнарский сельсовет (сёла Кайнарское, Луговое);
- Красногвардейский сельсовет (село Красногвардейское);
- Узункольский сельсовет (сёла Узунколь, Алгабас).

В периоде 1991—1998 годов:
- сельсоветы были преобразованы в сельские округа;
- Красногвардейский сельский округ был включен в состав Узункольского сельского округа;
- село Каратубек из Колутонского сельского округа — было передано в подчинение к Кайнарскому сельскому округу.

Постановлением акимата Акмолинской области от 17 июня 2009 года № а-7/264 и решением Акмолинского областного маслихата от 17 июня 2009 года № 4С-15-9 «Об упразднении и преобразовании некоторых населенных пунктов и сельских округов Акмолинской области по Атбасарскому, Астраханскому и Енбекшильдерскому районам» (зарегистрированное Департаментом юстиции Акмолинской области 24 июля 2009 года № 3327):
- сёла Каратубек, Луговое были отнесены в категорию иных поселений и исключёны из учётных данных;
- поселения упразднённых населённых пунктов — вошли в состав села Кайнарское;
- Кайнарский сельский округ был упразднён и исключён из учётных данных как самостоятельная административно-территориальная единица;
- Узункольский сельский округ был преобразован с включением в его состав — села Кайнарское и территорию упразднённого Кайнарского сельского округа.

Постановлением акимата Акмолинской области от 26 сентября 2014 года № А-9/472 и решением Акмолинского областного маслихата от 26 сентября 2014 года № 5С-30-8 «О переводе в категорию иных поселений села Кайнарское Астраханского района Акмолинской области» (зарегистрированное Департаментом юстиции Акмолинской области 5 ноября 2014 года № 4434):
- село Кайнарское — было переведено в категорию иных поселений и исключено из учётных данных;
- поселение упразднённого населённого пункта — вошло в состав села Узунколь (административного центра сельского округа).

## Население
| Численность населения | Численность населения | Численность населения |
| 1989                  | 1999                  | 2009                  |
| --------------------- | --------------------- | --------------------- |
| 1328                  | ↘1094                 | ↘689                  |

## Состав
| № | Населённый пункт | Тип населённого пункта       | Население, 1989 | Население, 1999 | Население, 2009 |
| - | ---------------- | ---------------------------- | --------------- | --------------- | --------------- |
| 1 | Алгабас          | село                         | 268             | 264             | 99              |
| 2 | Булакты          | село                         | 771             | 209             | 139             |
| 3 | Кайнарское       | село, упразднено             | 996             | 197             | 39              |
| 4 | Каратубек        | село, упразднено             | 201             | 64              | 4               |
| 5 | Луговое          | село, упразднено             | 279             | 89              | 28              |
| 6 | Узунколь         | село, административный центр | 1 060           | 621             | 451             |

## Местное самоуправление
Аппарат акима Узункольского сельского округа — село Узунколь, улица Целинная, 79.
- Аким сельского округа — Мухамеджанов Жанат Маратович[1].